# Richard Jordan
Richard Jordan, född Robert Anson Jordan Jr. 19 juli 1937 i New York, död 30 augusti 1993 i Los Angeles, var en amerikansk skådespelare, regissör och manusförfattare.

## Utmärkelser
Jordan vann ett Golden Globe Award för bästa manliga huvudroll för sin insats i Makten och härligheten 1977.

## Rollista i urval
- 1970 – Lagens man
- 1971 – Valdez
- 1973 – Banacek (TV-serie) (1 avsnitt)
- 1973 – Eddie Coyles kompisar
- 1975 – Huka dig Rooster, nu laddar hon om
- 1976 – Flykten från framtiden
- 1976 – Makten och härligheten (miniserie) (8 avsnitt)
- 1978 – Interiors
- 1980 – Lyft Titanic
- 1984 – Dune
- 1987 – Mordet på Mary Phagan
- 1987 – Nyckeln till framgång
- 1987–1988 – McCall (TV-serie) (10 avsnitt)
- 1990 – Jakten på Röd Oktober
- 1993 – Gettysburg
- 1993 – Posse - svart uppbåd